# 木屋
株式会社木屋（きや）は東京都中央区日本橋小舟町にある刃物など金物を製造販売する企業。江戸時代中期創業の老舗で、「刃物の木屋」として知られる。主力商品は包丁だが、各種鋏・爪切りなど刃物や鍋など金物全般も扱う。
現社長加藤欣也は創業者初代加藤伊助より数えて9代目。

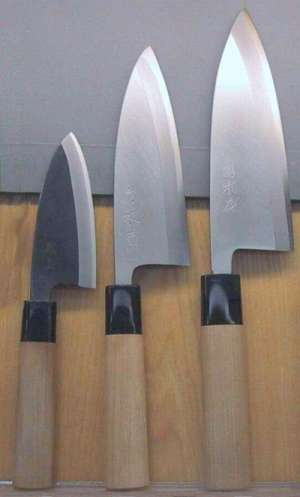

## 主な商標
- エーデルワイス - 1956年（昭和31年）発売。洋包丁や料理鋏などに命名されている。
- 團十郎 - 市川團十郎に因む明治以来の商標。和包丁のほか、鰹節削り器・毛抜・生花鋏・裁鋏・握鋏に命名されている。
- コスミック團十郎 - 粉末製鋼法による和洋包丁。

## 歴史
現在木屋を名乗る商店は木屋刃物店のみだが、木屋刃物店はもともと木屋漆器店の暖簾分けであった。また、戦前には刃物、漆器の他にも木屋を名乗る多数の系列商店が存在した。

### 本家木屋
本家木屋の創業者は初代林九兵衛である。林家は藤原姓を名乗る家柄で、天正元年（1573年）大坂に薬種商を開き、豊臣秀吉の御用を務めたが、大坂夏の陣後弟九兵衛が徳川家康の招聘により江戸に下り、林家が二都に分かれたため、「林」の字を分解して「木屋」と号した。
元和7年（1621年）徳川秀忠が小松川筋への鶴御成の帰途、その愛鷹寿老が店内に舞い入り戻らなかったため、この鷹を下賜されたという逸話がある。この件で木屋は名を高めることになったが、鷹の飼育費が甚大だったため、鷹狩の道筋に当たらない現在地に移転したという。寿老の遺骨とされるものが近代まで伝えられていた。
江戸の本家木屋は本町三丁目で諸色問屋として雑貨を扱っていたが、寛永2年（1625年）漆器に特化した。明暦3年（1657年）の明暦の大火に焼け出され、室町二丁目に移転したと伝えられる。
一方客観史料では、貞享4年（1686年）の『江戸鹿子』、元禄10年（1697年）の『国花万葉記』に日本橋南二丁目の櫛問屋木屋九兵衛・庄兵衛の名が見える。
「木屋漆器店」は明治20年頃日本の美術工芸品全般に手を伸ばし、外国に販路を広げて繁栄を続けた。日本橋通りに連なる木屋林九兵衛・黒江屋柏原孫兵衛・きん藤小林藤兵衛の漆器店3店は「通り三軒」と称された。
明治の内に白い豪華な洋風の店舗を構えたが、関東大震災で焦土と化した。その後戦後まで営業を続けたが、昭和30年頃、遂に株式会社木屋ビルデイングとして貸ビル業に転じた。

### 暖簾分け店
本家木屋からは奉公人が次々と暖簾分けを遂げ、日本橋室町には木屋と号する多業種の商店が立ち並んだ。江戸初期には木屋九兵衛と共に庄兵衛の名も見える。
文政7年（1824年）発行の『江戸買物独案内』には、木屋九兵衛（塗物・下リ蝋燭・小間物諸色問屋）・木屋市兵衛（草履問屋）・木屋伊助（打物・小間物問屋）木屋久右衛門（小間物問屋）と、室町二丁目に位置し木屋を号する問屋4店が掲載されている。これら4店舗は文化2年（1805年）の『熈代勝覧』に並んで描かれており、当時の様子を今に伝えている。
安政2年（1855年）には岡野勘兵衛が琴三味線を扱う分店を開き、明治後には和漢洋の楽器や銘木・象牙にも手を広げた。4代目九兵衛が番頭勘六に本店を譲り、福六と号して薬種問屋を開いている。人参竜眼肉円の発売元となっていた。
明治の時点では、室町二丁目には12番地から10番地にかけて南から林福六（薬種）・林九兵衛（漆器）・鈴木久右衛門（荒物）・鈴木春吉（金物・加藤伊助（打物砥石）・岡野勘兵衛（唐木小間物）と本店1店及び暖簾分け5店が並び、これらは「五木屋」と呼ばれた。
しかし、これら木屋各店の多くは戦後までは生き長らえず、昭和30年頃木屋本店が暖簾を下ろし、木屋伊助店のみが木屋の名を残すこととなった。

### 刃物の木屋
刃物の木屋は寛政4年（1792年）4月を創業と公称している。これは、伊勢国桑名出身の初代加藤伊助が本家木屋に暖簾分けを許された時である。暖簾分けの店舗はそれぞれ本家と異なる業種を担うしきたりがあり、伊助店では出身地桑名の名産打物を扱った。
戦前は分家として1月15日本家木屋に挨拶に向かう慣習があるなど、飽くまで分店としての立場であったが、戦後本店が暖簾を下ろしてからは、木屋を名乗る店は木屋刃物店のみとなった。
日本橋区室町二丁目10番地にあった店舗は明治までは黒い伝統的な商家で、震災後煉瓦造の店舗を構えたが、戦中の強制疎開で取り壊された。
他の木屋が次々と廃業する中、木屋刃物店は戦後も営業を継続した。三越本館の増築に伴い通りの対面に移転し、1954年（昭和29年）末に新社屋木屋ビルディングで営業を開始した。
創業家一族で現会長の加藤俊男は1950年（昭和25年）早稲田大学理工学部応用金属学科を卒業して木屋に入社、金属に関する専門的知識を活かし、ステンレス庖丁エーデルワイスシリーズ、粉末製鋼法を使ったコスミック團十郎シリーズなどを開発するなど、革新に取り組んだ。
2009年（平成21年）、俊男の甥の加藤欣也が代表取締役社長に就任した。
2010年（平成22年）10月28日、日本橋室町東地区開発に伴い、本店が先行して竣工したコレド室町に移転した。

## 事業所
- 本社 - 東京都中央区日本橋小舟町3番11号 NT日本橋ビル2階/3階
- 日本橋木屋本店 - 東京都中央区日本橋室町二丁目2番1号 コレド室町1階
- 木屋玉川店 - 東京都世田谷区玉川三丁目17番1号 玉川高島屋S・C南館4階
- 三郷商品センター - 埼玉県三郷市三郷三丁目3番8号
- 大阪営業所 - 大阪府大阪市淀川区西中島五丁目14番10号 サムティ新大阪フロントビル1階
- 福岡営業所 - 福岡県福岡市中央区平尾一丁目13番19号 ニューライフ平尾ビル1階
- 札幌営業所 - 北海道札幌市白石区東札幌2条5丁目6番23号 あづまビル1階